# 弗雷德里克·塞普蒂默斯·凯利
弗雷德里克·塞普蒂默斯·凯利（英語：Frederick Septimus Kelly，1881年5月29日—1916年11月13日），英国男子赛艇运动员。他曾代表英国参加1908年夏季奥林匹克运动会赛艇比赛，获得男子八人单桨有舵手金牌。